# Муццана-дель-Турньяно
Муццана-дель-Турньяно (італ. Muzzana del Turgnano) — муніципалітет в Італії, у регіоні Фріулі-Венеція-Джулія,  провінція Удіне.
Муццана-дель-Турньяно розташована на відстані близько 440 км на північ від Рима, 60 км на захід від Трієста, 29 км на південь від Удіне.
Населення — 2574 особи (2014).
Покровитель — San Vitale.

## Демографія
Населення за роками:

Станом на 1 січня 2023 року в муніципалітеті офіційно проживало 146 іноземців з 20 країн, серед них 50 громадян країн Євросоюзу та 23 громадяни України.

## Сусідні муніципалітети
- Карліно
- Кастьонс-ді-Страда
- Марано-Лагунаре
- Палаццоло-делло-Стелла
- Поченія